# Zubří u Nového Města na Moravě
Zubří (deutsch Zubrzy, 1939–45: Zubern) ist eine Gemeinde in Tschechien. Sie liegt vier Kilometer östlich von Nové Město na Moravě und gehört zum Okres Žďár nad Sázavou.

## Geographie
Zubří befindet sich am südlichen Abfall der Žďárské vrchy auf einem Höhenrücken zwischen den Tälern der Olešná und Nedvědička. Im Norden erhebt sich die Pohledecká skála (Kaiserstein, 812 m), nordöstlich der Špimberk (703 m), im Osten der Rychtářův kopec (708 m), südöstlich der Kříb (684 m) und im Nordwesten Na Kopci (736 m) und Pohledecký kopec (749 m). Nordöstlich liegt der Stauweiher Zuberský rybník. Südlich verläuft die Eisenbahnstrecke Žďár nad Sázavou – Tišnov, die Bahnstation Olešná na Moravě liegt in einem Kilometer Entfernung von Zubří.
Nachbarorte sind Koníkov im Norden, Roženecké Paseky, Míchov und Kolonie Marie im Nordosten, Lhota und Vojtěchov im Osten, Rovné und Divišov im Südosten, Olešná, Cinzndorf und Nová Ves u Nového Města na Moravě im Süden, Horní Dvůr und Nové Město na Moravě im Südwesten, Pohledec im Westen sowie Studnice im Nordwesten.

## Geschichte
Das Dorf wurde in der zweiten Hälfte des 13. Jahrhunderts im Zuge der Kolonisation der Wälder durch die Herren von Medlov gegründet. Die mit 1247 datierte Ersterwähnung im Zusammenhang mit Stephan de Zubri hat sich als eine Fälschung von Antonín Boček erwiesen. Erstmals nachweisbar ist das Dorf beim Verkauf der Herrschaft Zubstein durch Imgram de Lapis an Ješek und Beneš von Boskowitz im Jahre 1348. Die Boskowitzer schlugen die erworbenen Güter der Burg Pysselecz zu, als deren Zubehör Zubrzim erneut 1358 bei der Verschreibung der Bystřicer Herrschaft durch Markgraf Johann Heinrich an Ješek von Boskowitz erwähnt wurde. 1446 erwarb Johann von Pernstein die Herrschaft Pysselecz. Nachfolgend gehörte Studnice zur Herrschaft Pernstein und kam nach deren Teilung im Jahre 1500 zum Neustadtl-Ingrowitzer Anteil. Nachdem Vratislav von Pernstein 1564 der Stadt Neustadtl als Pfand für eine Anleihe von 10.000 Gulden die umliegenden Orte zuschreiben ließ, wurde auch Zubrzy Teil der Herrschaft Neustadtl. 1580 verordnete Vratislav in Zubrzy, wie auch anderen Dörfer, den Neustadtler Bierzwang.
Das älteste Ortssiegel stammt von 1749.
Nach der Aufhebung der Patrimonialherrschaften bildete Zubří ab 1850 eine Gemeinde im Bezirk Neustadtl. Zwischen 1903 und 1905 errichtete die Lokalbahn Deutschbrod–Tischnowitz südlich des Dorfes die Eisenbahnstrecke von Saar nach Tischnowitz. Zu Zubří gehörte zu dieser Zeit auch die Einschicht Žákova cihelna, die im Jahre 1910 17 Einwohner hatte. Nach der Stilllegung der an der Straße nach Nové Město na Moravě gelegenen Žákschem Ziegelei wurden die Gebäude abgetragen. 1939 begann am Nordosthang des Kopec der Bau der Ansiedlung Podkopec. Nach der Auflösung des Okres Nové Město na Moravě wurde die Gemeinde 1949 dem Okres Žďár nad Sázavou zugeordnet. 1980 erfolgte die Eingemeindung nach Nové Město na Moravě. Seit Beginn des Jahres 1992 besteht die Gemeinde wieder.

## Ortsgliederung
Für die Gemeinde Zubří sind keine Ortsteile ausgewiesen. Zu Zubří gehört die Ansiedlung Podkopec und die Einschicht Špimberk.

## Sehenswürdigkeiten
- Zuberský rybník, der 8,64 ha große und 6 m tiefe Teich am Oberlauf der Nedvědička wurde am Übergang vom 15. zum 16. Jahrhundert durch die Herren von Pernstein angelegt.
- Pohledecká skála, der Berg ist ein Aussichtspunkt und mit zwei Funktürmen bestanden
- Fußtapfe von Jára Cimrman, 2006 geschaffen
- Windmühle mit Schaufelrad, erbaut während des Zweiten Weltkrieges als Provisorium unter Verwendung eines Wasserschöpfrades
- Stein U tří srnců im Wald bei Koníkov. Der 1,75 m hohe Gedenkstein mit dem Inschriftfragment Hier erlegte Wladimir Graf Mittrowsky erinnert an die Erlegung von drei Rehen durch einen Schuss im Jahre 1840.
- Wildschützenstein am Špimberk, der 1,15 m hohe Marmorstein erinnert an die Erschießung des Petr von Albrechtice durch den Pernsteiner Förster Jan im Jahre 1569.
- Kapelle St. Peter und Paul, erbaut 1904 von Antonín Žák